# Kate Can't Swim
Pour plus de détails, voir Fiche technique et Distribution.
Kate Can't Swim est un film américain réalisé et co-écrit par Josh Helman sorti en 2017.

## Synopsis
La vie de Kate s'égare entre de nouvelles rencontres, de vieilles promesses et la découverte de sa fluidité sexuelle. Kate doit-elle rester sur le droit chemin ou bien s'en forger un nouveau.

## Fiche technique
- Titre : Kate Can't Swim
- Réalisateur : Josh Helman
- Scénario : Josh Helman, Jennifer Allcott
- Producteur : Jennifer Allcott, Samuel R. Syrop
- Production : Grand Street Films
- Monteur : Joanna Naugle
- Musique : Tyler Parkford
- Pays :  États-Unis
- Langue : anglais
- Format : Couleurs
- Durée : 90 minutes (1 h 30)
- Date de sortie :
- États-Unis : 22 janvier 2017

## Distribution
- Celeste Arias : Kate
- Jennifer Allcott : Em
- Josh Helman : Nick
- Grayson DeJesus : Pete
- Evan Jonigkeit : Mark
- Zosia Mamet : Lily
- Jean Louise O'Sullivan : Jessie
- Kate Dalton : l'annonseuse radio
- Cosimo Mariano : Oli
- Andrea Cirie : la femme d'affaires #1
- Marissa Wilhelm : la femme d'affaires #2